# 歐巴馬主義
歐巴馬主義（英語：Obama Doctrine）是一個包羅萬象的術語，經常用來描述美國總統贝拉克·奥巴马外交政策的一項或多項原則。是否存在真正的歐巴馬主義仍然沒有達成一致。然而，2015年，在接受《紐約時報》採訪時，奧巴馬簡短地評論了這一原則：“你問到了奧巴馬的原則，這一原則是我們將參與，但我們保留我們的所有能力。”
與門羅主義、杜魯門主義、尼克森主義、卡特主義、雷根主義或布什主義等精確定義的政策不同，奧巴馬主義不是由行政部門引入的具體外交政策。這讓記者和政治評論員分析了奧巴馬主義的確切原則。一般來說，這一原則的核心部分將強調談判與合作，而不是國際事務中的對抗和單邊主義，這一點已被廣泛接受。這一政策被一些人稱贊為是對干涉主義布希原則的可喜改變。對奧巴馬單邊政策的責備包括前美國駐聯合國大使約翰·博爾頓（John Bolton）在內的（如有針對性地殺害美國的可疑敵人）都將其描述為過於理想化和天真，助長了對對手的綏靖。另一些人則注意到，奧巴馬的言論不僅與布希政府的政策格格不入，而且與許多前總統的政策格格不入。有些人將奧巴馬的主義淵源追溯到他2014年5月在西點軍校發表的一次演講中，他在演講中宣稱“當我們的核心利益需要時，美國將在必要時單方面使用武力，”但對於間接威脅或人道主義危機，“我們必須動員合作夥伴採取集體行動。”這一“道德多邊主義”學說，一些人認為，這反映了奧巴馬對哲學家萊因霍爾德·尼布爾（Reinhold Niebuhr）的興趣。尼布林支持干涉主義的美國外交政策，但警告不要傲慢和道德誤判。